# REBIRTH
Folgende Verbesserungen wären gut:

Werbung entfernen und Quellen setzen --Crazy1880 19:49, 16. Mai 2010 (CEST)

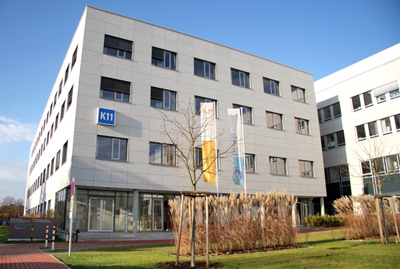
Das Hans Borst Zentrum auf dem Gelände der MHH

REBIRTH (Regenerative Biology to Reconstructive Therapy) ist ein von der der Medizinischen Hochschule Hannover (MHH) initiierter Exzellenzcluster. Seine Finanzierung wurde im Jahr 2006 im Rahmen der Exzellenzinitiative bewilligt. Die erste Förderperiode umfasste fünf Jahre und endete im Oktober 2011. Im Jahr 2009 haben Bund und Länder die Fortführung der Exzellenzinitiative bis zum Jahr 2017 beschlossen. Ein Antrag für eine dritte Förderperiode war im Jahr 2018 nicht erfolgreich.
An REBIRTH sind neben der MHH sechs weitere Partner beteiligt: die Leibniz Universität Hannover, die Stiftung Tierärztliche Hochschule Hannover, das Fraunhofer-Institut für Toxikologie und Experimentelle Medizin, das Institut für Nutztiergenetik Mariensee, das Helmholtz-Zentrum für Infektionsforschung Braunschweig und das Max-Planck-Institut Münster.
Durch eine hochschul- und fächerübergreifende Ausrichtung soll die wissenschaftliche Vernetzung und Kooperation zwischen den  Einrichtungen der Universitäten, außeruniversitären Forschungsinstitute sowie Industriepartnern erreicht werden. Als Sprecher des Exzellenzclusters REBIRTH fungiert Axel Haverich, ärztlicher Direktor der Klinik für Herz-, Thorax-, Transplantations- und Gefäßchirurgie der MHH.

## Ziele
Ziel der Forschung ist es, durch interdisziplinäre Zusammenarbeit der  in REBIRTH integrierten Wissenschaftsgebiete als eine Institution für regenerative Medizin zu fungieren, welche mit therapeutischen Strategien in den Bereichen blutbildender, kardiovaskulärer, respiratorischer und hepatopankreatischer Medizin tätig ist. Basierend auf dem Erkenntnisgewinn im Bereich der Grundlagenforschung in REBIRTH und der Überführung in experimentelle Medizin sollen neue Ansätze und Technologien für die Medizin entwickelt werden. Der Fokus liegt dabei auf den Organsystemen Herz, Blut, Lunge und Leber. Durch die Identifizierung relevanter Mechanismen regenerativer Prozesse wird es zunehmend möglich, ungewünschte Abläufe zu beeinflussen und regenerative Therapien zu entwickeln, d. h. den Organismus dabei zu unterstützen, sich selbst zu regenerieren. Über translationale Studien soll der Weg in die klinische Anwendung vorbereitet werden.
Globale Ziele sind
- Ausbau eines Zentrums für Grundlagen- und translationale Studien in den Forschungsbereichen Stammzellbiologie und Tissue-Engineering in blutbildender, kardiovaskulärer, respiratorischer und hepatopankreatischer Medizin
- Aufbau einer Institution für die Implementation und Durchführung von regenerativen klinischen Studien mit Schwerpunkt auf biologischer Sicherheit und Vorhersagbarkeit.
- Aufbau institutionsübergreifender Netzwerke durch Etablierung dualer Leitungsstrukturen aus klinischen Abteilungen und technischen/naturwissenschaftlichen Instituten mit einem regenerativen Fokus.
- Stärkung der Position als  national und international agierendes Netzwerk, welches nachhaltige Forschung betreibt.
- Nachwuchsförderung und Förderung der Gleichstellung.

## Forschungsprofil
REBIRTH konzentriert sich auf Erkrankungen des blutbildenden Systems (einschließlich Immunität), des Herzens, des respiratorischen Systems, der Leber und pankreatischer Betazellen. Die Forschungsschwerpunkte erstrecken sich von der molekularen und zellbiologischen Untersuchung von Organregeneration und Stammzellen über Zell- und Gewebezüchtung und umfassen im Einzelnen:
- Zelltherapien und (embryonale) Stammzellen
- Zell-Reprogrammierung, -Differenzierung und -Proliferation
- molekulare Toxikologie und Genetik
- Tissue Engineering („Gewebezüchtung“)
- (Bio-)Materialien & Polymere
- Nanotechnologie, Lasereinsatz und Biophotonik
- Fluidströmung & Biothermodynamik
- Bildgebende Verfahren
- Biokompatibilität
- „GLP“-Verfahren „Good Laboratory/Manufacturing/Clinical Practice“
- Klinische Studien

## Struktur

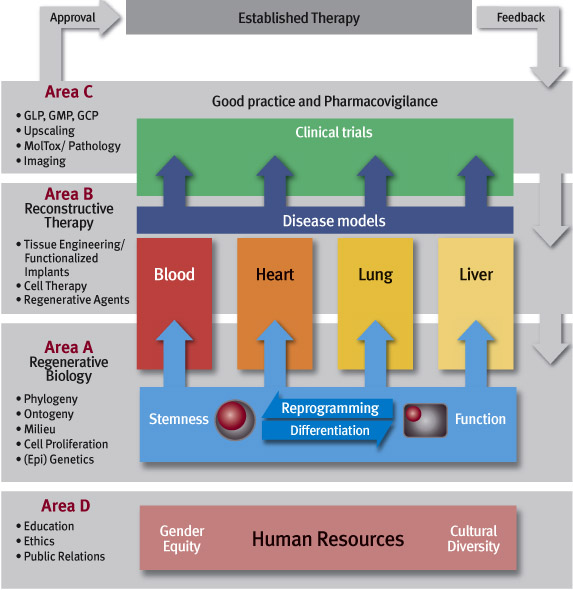
Übersicht der Struktur von REBIRTH

Der Exzellenzcluster REBIRTH ist in vier Bereiche gegliedert:
A)	Regenerative Biologie (Regenerative Biology and Related Sciences) mit Themenfeldern um (Zell-)Reprogrammierung, Differenzierung, Organogenese und Alterung.
B)	Rekonstruktive Therapien (Reconstructive Therapy in Preclinical Models) in präklinischen Modellen mit Zelltherapie, Tissue Engineering, funktionalisierten Implantaten und den erforderlichen Technologien und
C)	Translation mit bildgebenden Verfahren und klinischen Studien.
D)	Der übergreifende Bereich D (Human Resources) bündelt die Ausbildungsprogramme.

## Nachwuchsförderung (PhD-Programm „Regenerative Sciences“)
Ziel des Promotionsprogramms Regenerative Sciences ist es, Studenten mit unterschiedlicher Vorbildung fachübergreifend auszubilden, um die Kommunikation zwischen den Disziplinen zu fördern. Der Kern des 3-jährigen Programms ist ein individuelles Forschungsprojekt im Bereich Regenerative Wissenschaften, das in einem an REBIRTH beteiligten Labor durchgeführt wird. Die Forschungsarbeit wird durch ein Curriculum ergänzt, welches aus gemeinsamen und individuellen Anteilen besteht. In den ersten beiden Jahren wird den Doktoranden in wöchentlichen Seminaren und Tutorien Grundlagenwissen in den Themenbereichen  Entwicklungsbiologie und Organogenese, Epigenetik, Stammzellbiologie, Inflammation, „cell and Tissue-Engineering“, Wachstumsfaktoren, Materialwissenschaften, Laser Technologie, Gewebeverarbeitung und Konservierung, Organtransplantation, Tiermodelle menschlicher Krankheiten, Regeneration von Blut und Immunsystem, von Leber und Pankreas, Herz und Gefäßen, der Lunge, von Nerven, Haut, Knochen, Knorpel und Sehnen, klinische Studien, industrielle Herstellung und Marketing vermittelt. Unterrichtet werden die Doktoranden von Wissenschaftlern der an REBIRTH beteiligten Institutionen. Dieses Curriculum wird ergänzt durch ein Kurs-Programm, welches sowohl fachliche als auch überfachliche Anteile hat. Die Doktoranden forschen in Laboren der Medizinischen Hochschule Hannover, der Leibniz Universität Hannover, des Helmholtz-Zentrums für Infektionsforschung, des Fraunhofer-Instituts für Toxikologie und Experimentelle Medizin, des Laser Zentrums Hannover, und des Institut für Nutztiergenetik, Mariensee. Gefördert wird das PhD-Programm vom Exzellenzcluster REBIRTH. Sprecher ist  Christopher Baum.

## Personalentwicklung
Die Betreuung und Ausbildung der Wissenschaftler soll nicht mit der Promotion enden. Von daher ist Personalentwicklung ein erklärtes Ziel von REBIRTH. Partner sind die Medizinische Hochschule Hannover und die Leibniz Universität Hannover, sowie die Hochschulübergreifende Weiterbildung (HÜW).
Eine weitere Unterstützung im außerwissenschaftlichen Bereich erhalten die REBIRTH-Nachwuchswissenschaftler durch die an sie vergebenen Krippen- und Kindergartenplätze.